# 1998年4月逝世人物列表
1998年逝世人物列表：1月 - 2月 - 3月 - 4月 - 5月 - 6月 - 7月 - 8月 - 9月 - 10月 - 11月 - 12月
1998年4月逝世人物列表，是用於匯總1998年4月期間逝世人物的列表。

## 依日期排序

### 1日
- 西奧多·布盧姆菲爾德，74歲，美國指揮家，心臟病發作而死。
- 吉恩·埃文斯，75歲，美國演員，心力衰竭而死。[1]
- 安妮·古勒斯塔德，72歲，挪威女演員和戲劇導演。
- 雅努什·納斯費特，77歲，波蘭電影導演、編劇和作家。
- 露西爾·諾曼，76歲，美國女演員，女中音和廣播名人。[2]
- 羅伯特·奧格爾，69歲，加拿大羅馬天主教神父和政治家。[3]
- Mary Wynne Warner，65歲，威爾士數學家。[4]
- 羅茲·威廉姆斯，34歲，美國歌手、詩人和藝術家，上吊自殺身亡。[5]

### 2日
- 瓊·奧斯丁，95歲，英國網球運動員。[6]
- 戴·大衛斯，88歲，威爾士工會會員。
- 羅尼·迪克斯，85歲，英格蘭足球運動員。[7]
- 漢斯·埃伯勒，72歲，德國足球運動員。[8]
- 喬克·蓋諾，68歲，美國電視演員和製片人。
- 埃伯哈德·裡斯，89歲，德裔美國火箭先驅，美國宇航局高管。[9]
- 傑基·薩杜，78歲，法國女演員。[10]

### 3日
- 瑪麗·卡特賴特，97歲，英國數學家。[11]
- 埃爾默·伊瑟勒，70歲，加拿大合唱團指揮和合唱編輯。[12]
- 吉維·卡爾托齊亞，69歲，喬治亞中量級希臘羅馬摔跤手和奧運冠軍。[13]
- 查理斯·朗，96歲，美國電影攝影師，奧斯卡獎得主（1934年），肺炎。[14]
- Harkisan Mehta，69歲，印度作家和記者，心臟病發作。
- 羅爾夫·奧爾森，78歲，奧地利演員、編劇和電影導演，癌症患者。[15]
- 羅比·皮拉圖斯，32歲，德國模特，舞蹈家和歌手，意外服藥過量。[16]
- 赫伯特·B·鮑威爾，94歲，美國陸軍上將和外交官。[17]
- 約翰·W·斯威特曼，91歲，美國報人。[18]
- 阿爾文·泰勒，72歲，美國R&B和爵士音樂家。[19]
- 沃爾夫·沃斯特爾，65歲，德國畫家和雕塑家。[20]

### 4日
- Harry Wesley Bass Jr.，71歲，美國商人，硬幣收藏家和慈善家。[21]
- 喬治·貝瑞，84歲，澳大利亞政治家。[22]
- 凱特·博斯-格裡菲斯，87歲，德裔英國埃及學家。
- 馬歇爾·弗雷德里克斯，90歲，美國雕塑家。[23]
- 凱·休斯，84歲，美國女演員。
- 皮埃爾·蘭蒂埃，87歲，法國作曲家和鋼琴家。[24]
- 普雷德拉格·米林科維奇，64歲，塞爾維亞演員。[25]
- 伊恩·珀西瓦爾，76歲，英國政治家。
- Ganesh Prasad Rijal，77歲，尼泊爾政治家，心臟病發作而死。

### 5日
- 弗雷德里克·查理斯·弗蘭克，87歲，英國理論物理學家。[26]
- 米克·米勒，61歲，澳大利亞原住民活動家和政治家，心臟癲癇發作而死。[27]
- 伊莉莎白·米切爾，79歲，紐西蘭擊劍運動員。
- 科茲·鮑威爾，50歲，英國搖滾鼓手，車禍。[28]

### 6日
- 埃德·阿布洛维奇，84歲，美國運動員和奧運選手。[29]
- 魯本·貝瑞，63歲，美國橄欖球教練。
- Rudy Dhaenens，36歲，比利時公路自行車賽車手，死於車禍。[30]
- 海倫·克雷格·麥卡洛（Helen Craig McCullough），80歲，美國學者、翻譯家和日本學家。[31]
- 海因茨·諾伊豪斯（Heinz Neuhaus），71歲，德國拳擊手和重量級冠軍。
- 杜威·索里亞諾，78歲，美國棒球主管。[32]
- 溫迪·O·威廉姆斯，48歲，美國歌手、詞曲作者和演員，自殺身亡。[33]
- 約翰·懷亞特，63歲，美國棒球運動員，心臟病發作而死。[34]
- Tammy Wynette，55歲，美國鄉村音樂創作歌手，心律失常，心臟病發作而死。[35]

### 7日
- 穆罕默德·卡拉姆·沙阿·阿扎里，79歲，巴基斯坦伊斯蘭學者。
- 莫德斯塔·博爾，71歲，委內瑞拉作曲家。
- 路易士·迪斯·德爾·科拉爾，86歲，西班牙法學家、作家和政治學家。[36]
- 維塔利·加爾科夫，58歲，蘇聯和俄羅斯短距離皮划艇運動員和奧運選手。[37]
- Sirous Ghayeghran，36歲，伊朗足球運動員，死於交通事故。
- 約翰·卡斯帕，69歲，美國三K黨成員和種族隔離主義者。
- 羅納德·威廉·約翰·基伊，77歲，英國植物學家，死於癌症。[38]
- Pancho Magalona，77歲，菲律賓演員，肺氣腫。
- 尼克·奧夫·德·莫爾，55歲，加拿大記者和政治家，死於食道癌。
- 詹姆斯·麥金托什·派翠克，91歲，蘇格蘭畫家。[39]
- 保羅·薩林豪斯，77歲，美國橄欖球運動員。[40]
- 亞歷克斯·朔姆堡，92歲，波多黎各漫畫家和畫家。[41]
- 卡洛斯·維加，41歲，古巴裔美國鼓手，自殺身亡。[42]
- S. V. Venkatraman，86歲，印度演員、歌手和音樂總監。

### 8日
- 阿納托爾·道曼，73歲，法國電影製片人。[43]
- 查理·德林克沃特，83歲，英格蘭足球運動員和經理。[44]
- 李·伊萊亞斯，77歲，英美漫畫家。
- 弗洛倫斯·弗吉尼亞·福斯·威爾遜·梅伯里，91歲，美國作家和巴哈伊信仰皈依者。[45]
- 勒內·佩洛斯，98歲，法國藝術家、漫畫家和作家。
- Kurt Weinreich，89歲，德國足球經理。[46]

### 9日
- 湯姆·科拉，44歲，美國大提琴家和作曲家，死於惡性黑色素瘤。[47]
- Mihai Grecu，81歲，摩爾多瓦畫家。
- 毗濕奴比卡吉·科爾特，89歲，印度作家。
- 吕叔湘，93歲，中國語言學家、詞典編纂家和教育家。
- 羅納德·弗農·索斯科特，79歲，澳大利亞醫學動物學家。
- 阿列克謝·斯皮里多諾夫，46歲，蘇聯運動員和奧運獎牌得主。[48]
- 約翰·泰特，43歲，美國重量級拳擊手，死於車禍。[49]
- David Vigor，58歲，澳大利亞政治家，心臟病發作而死。

### 10日
- 塞拉菲姆，84歲，希臘大主教。
- 艾倫·伯吉斯，83歲，英國皇家空軍飛行員和作家。[50]
- Jean Chapot，67歲，法國編劇和電影導演。[51]
- 坎波斯·德·卡瓦略，81歲，巴西作家。
- 迪特爾·埃勒，58歲，德國足球運動員。[52]
- Basil James，77歲，美國騎師。
- 澤澤·莫雷拉，90歲，巴西足球運動員和教練。
- 阮基石，76歲，越南革命家、外交官和政治家。[53]

### 11日
- 莉蓮·布裡格斯，65歲，美國搖滾音樂家，死於肺癌。
- 弗朗西斯·杜布裡奇，85歲，英國劇作家和作家。[54]
- Tex Geddes，78歲，蘇格蘭作家和冒險家。[55]
- 羅德尼·哈威，30歲，美國演員、模特和舞蹈家，吸毒過量而死。[56]
- 克裡斯塔克·拉瑪，66歲，阿爾巴尼亞雕塑家、藝術教育家和政治家。
- Ivan Tcherepnin，55歲，法裔美國作曲家。[57]
- 羅弗·湯瑪斯，72歲，澳大利亞原住民藝術家。

### 12日
- 新凤霞，中國屏劇演員，腦溢血。
- 羅伯特·福特（Robert Ford），83歲，加拿大詩人和外交官。[58]
- 多蘿西婭·詹姆森（Dorothea Jameson），77歲，美國認知心理學家，肺癌。[59]
- 弗雷德里克·倫茨（Frederick Lenz），48歲，美國商人和精神導師，溺水自殺。
- 費利西塔斯·門德斯（Felicitas Mendez），波多黎各裔美國民權活動家，心力衰竭。[60]
- 布魯諾·羅茲克（Bruno Rodzik），62歲，法國足球運動員。[61]
- 查理斯·西布利（Charles Sibley），80歲，美國鳥類學家和分子生物學家。[62]
- 馬文·沃爾夫岡（Marvin Wolfgang），73歲，美國社會學家和犯罪學家。[63]

### 13日
- 亞歷克·阿爾比斯頓，80歲，澳大利亞足球運動員和教練。
- 派翠克·德·加亞登，38歲，法國跳傘運動員和跳傘先驅，死於跳傘事故。
- Nyta Dover，70歲，瑞士女演員。
- Bahi Ladgham，85歲，突尼西亞政治家和總理。[64]
- 伊恩·麥格雷戈，85歲，蘇格蘭裔美國冶金學家和實業家。[65]
- 派特·雷尼，72歲，美國歌手和女演員。[66]

### 14日
- Jake Colhouer，76歲，美國橄欖球運動員。[67]
- Weldon Humble，76歲，美國橄欖球運動員。[68]
- 哈裡·李，90歲，英國網球運動員。
- 多蘿西·斯奎爾斯，83歲，威爾士歌手，死於肺癌。[69]
- 莫裡斯·斯坦斯，90歲，美國公務員和政治家，死於充血性心力衰竭。[70]

### 15日
- 威廉·康登，86歲，美國畫家。[71]
- 龐波·丹布羅西奧，81歲，義大利裔委內瑞拉商人。
- 肯尼·達克特，38歲，美式橄欖球運動員，腎功能衰竭。[72]
- 威廉·K·鐘斯，81歲，美國海軍陸戰隊中將。[73]
- 羅斯·馬多克斯，72歲，美國鄉村創作歌手。[74]
- ，73歲，前柬埔寨共产党总书记、柬埔寨總理。[75]

### 16日
- Kazimieras Antanavičius，60歲，立陶宛經濟學家和政治家。
- 吉博·巴卡里，76歲，奈及利亞民族主義者和政治家。[76]
- 阿爾貝托·卡爾德隆，77歲，阿根廷數學家。[77]
- 費爾南德·卡羅恩，77歲，比利時自由泳運動員和奧運選手。[78]
- 弗雷德·大衛斯，84歲，英國斯諾克和檯球運動員。[79]
- 瑪麗-露易絲·梅拉紐爾，117歲，加拿大超級百歲老人，去世時最年長的人。[80]
- 羅納德·米勒，78歲，英國演員、編劇和劇作家。[81]

### 17日
- Michael Ashikodi Agbamuche，77歲，奈及利亞總檢察長和政治家。
- 阿爾貝托·博沃內，75歲，義大利天主教樞機主教。
- 弗朗西斯·克拉克，93歲，美國鋼琴家、教育家和學者。[82]
- 傑拉爾多·德·巴羅斯，75歲，巴西畫家和攝影師。[83]
- 琳達·麥卡特尼，56歲，美國音樂家、攝影師和動物權利活動家，死於乳腺癌。[84]
- 威廉·C·斯科特，76歲，加拿大政治家。

### 18日
- Stoffel Botha，69歲，南非政治家，心臟病發作而死。
- 費倫茨·迪阿克，76歲，匈牙利足球運動員。
- 威廉·埃德蒙森，91歲，美國音響工程師。
- Nelson Gonçalves，78歲，巴西歌手和詞曲作者，心臟病發作而死。[85]
- 約翰·里希特，73歲，丹麥建築師和工程師。
- 特裡·桑福德，80歲，美國大學行政人員和政治家，死於食道癌。[86]
- 琳達·舍勒，55歲，美國中美洲考古學家，死於胰腺癌。[87]

### 19日
- 馬德昭，中華民國陸軍上校
- 加德納·迪金森，70歲，美國高爾夫球手。[88]
- J.C.哈靈頓，96歲，美國歷史考古學家。[89]
- 丹尼斯·豪威爾，74歲，英國政治家。[90]
- 奧克塔維奧·帕茲，84歲，墨西哥外交官和作家，諾貝爾獎獲得者，死於癌症。[91]
- 弗拉基米爾·索科洛夫，70歲，俄羅斯科學家。
- 利亞姆·沙利文，74歲，美國演員和歌手，心臟病發作而死。[92]

### 20日
- 塞韋羅·科米內利，82歲，義大利足球運動員。[93]
- 特雷弗·哈德爾斯頓，84歲，英國聖公會主教。[94]
- 稻葉義男，77歲，日本演員
- 阿爾弗雷多·帕拉西奧·莫雷諾，85歲，厄瓜多雕塑家和畫家。
- 奧特馬·威絲莉，75歲，奧地利音樂學家和大學教師。[95]

### 21日
- 伊萬·契切格洛夫，65歲，法國政治理論家、活動家和詩人。[96]
- 彼得·林德·海耶斯（Peter Lind Hayes），82歲，美國雜耍藝人，詞曲作者和演員，血管問題。[97]
- 弗農·霍蘭德（Vernon Holland），49歲，美國橄欖球運動員（辛辛那提孟加拉虎隊、底特律雄獅隊和紐約巨人隊），心臟病發作。[98]
- 埃吉爾·雅各森（Egill Jacobsen），87歲，丹麥畫家。[99]
- 讓-法蘭索瓦·利奧塔（Jean-François Lyotard），73歲，法國哲學家和社會學家，白血病。[100]
- Gábor Preisich，88歲，匈牙利建築師。
- 布魯諾·羅斯（Bruno Roth），86歲，德國賽車手。[101]
- 愛琳·弗農（Irene Vernon），76歲，美國女演員，充血性心力衰竭和冠狀動脈疾病。
- 海倫·沃德（Helen Ward），84歲，美國爵士歌手。[102]
- 弗蘭克·伍頓（Frank Wootton），86歲，英國航空藝術家。[103]

### 22日
- 愛德華·布隆格斯馬，86歲，荷蘭政治家和法學博士，自願安樂死。[104]
- 基奇·克裡斯蒂，58歲，南非橄欖球教練，死於白血病。
- 阿爾弗雷多·達·莫塔，77歲，巴西籃球運動員。[105]
- 卡洛·多尼達，77歲，義大利作曲家和鋼琴家。
- 蓋伊·海恩，88歲，澳大利亞醫生和政治家。
- 瓦迪姆·蓋特曼，62歲，烏克蘭政治家和銀行家，被謀殺。
- 萊昂·納吉努德爾，56歲，阿根廷籃球運動員和籃球教練，死於白血病。
- 喬治·帕亞爾，94歲，法國自行車運動員。[106]
- Régine Pernoud，88歲，法國歷史學家和檔案保管員。[107]
- Shalimar Seiuli，21歲，美籍薩摩亞跨性別舞者，意外摔倒而死。[108]
- 馬文·沃思，72歲，美國電影製片人，編劇和演員，死於肺癌。[109]

### 23日
- 康斯坦丁诺斯·卡拉曼利斯，91歲，希臘政治家，前總理兼總統。[110]
- 詹姆斯·厄爾·雷，70歲，美國罪犯，曾暗殺马丁·路德·金，肝功能衰竭。[111]
- Sartaj Singh，印度陸軍將軍。
- Red Stacy，86歲，美國橄欖球運動員。[112]
- 格雷戈爾·馮·雷佐里，83歲，奧地利-羅馬尼亞記者、演員、作家和藝術收藏家。[113]

### 24日
- 弗羅杜拉德·卡拉米拉，50歲，盧安達政治家，被行刑隊處決。
- 雅科夫·瑪律基爾，83歲，俄裔美國詞源學家和語言學家。[114]
- 梅爾鮑威爾，75歲，美國作曲家，普利策獎得主，死於肝癌。[115]
- 克利斯蒂安·羅什福爾，80歲，法國女權主義作家。[116]
- 萊斯利·史蒂文斯，74歲，美國製片人、作家和導演，血管再成形術。[117]

### 25日
- 豪爾赫·多明尼奇，51歲，阿根廷足球運動員和經理，心臟病發作而死。[118]
- 賴特·莫裡斯，88歲，美國小說家、攝影師和散文家，死於食道癌。[119]
- 克利斯蒂安·莫滕森，115歲，丹麥裔美國超級百歲老人，死於阿爾茨海默病。[120]
- 唐·彼得森，70歲，美國劇作家和編劇。[121]
- 史丹利·布萊豪特·賴爾森，87歲，加拿大歷史學家、教育家、政治活動家。[122]

### 26日
- 艾倫·博克瑟（Alan Boxer），81歲，英國皇家空軍軍官。
- 胡安·何塞·傑拉爾迪·科內德拉，75歲，瓜地馬拉羅馬天主教主教和人權活動家，被暗殺，殺人。[123]
- 大衛·法索爾德（David Fasold），59歲，美國商船軍官和打撈專家，癌症。
- 加米尼·賈亞蘇里亞（Gamini Jayasuriya），73歲，斯裡蘭卡政治家。
- 斯文·奧洛夫·林德霍爾姆（Sven Olov Lindholm），95歲，瑞典反共和納粹政治家。
- Gabe Paul，88歲，美國職業棒球大聯盟高管。[124]
- 阿裡夫·帕薩利奇（Arif Pašalić），54歲，波斯尼亞軍官，交通事故。
- 艾薇·梅·皮爾斯（Ivy May Pearce），83歲，澳大利亞特技飛行員。

### 27日
- 劉啟祥，台灣畫家
- 約翰·巴塞特，82歲，加拿大媒體老闆和政治家。[125]
- 卡洛斯·卡斯塔涅達，72歲，美國作家，死於肝細胞癌。[126]
- 安妮·德斯克洛斯（Anne Desclos），90歲，法國記者和小說家。[127]
- 埃德里斯·埃克哈特（Edris Eckhardt），93歲，美國藝術家。[128]
- 路易士·S·彼得森，75歲，美國劇作家、演員、編劇和教授，死於肺癌。[129]
- 拉爾夫·拉斐爾，77歲，英國有機化學家，死於缺血性心臟病。[130]
- 布朗寧·羅斯，74歲，美國長跑運動員和奧運選手。[131]
- 傑弗里·塞爾，76歲，澳大利亞歷史學家。[132]
- 阮文灵，82歲，越南革命家和政治家，死於肝癌。[133]

### 28日
- 傑羅姆·比克斯比，75歲，美國短篇小說作家和編劇。[134]
- Ramakant Desai，58歲，印度板球運動員，死於心臟驟停后出現併發症。
- 羅傑·伊森（Roger Eason），79歲，美國橄欖球運動員。[135]
- 多蘿西·洛維特（Dorothy Lovett），83歲，美國電影女演員。[136]
- 里德·羅林斯（Reed C. Rollins），86歲，美國植物學家和教授。[137]
- 繆姆·席爾，76歲，澳大利亞Wiradjuri人道主義活動家。

### 29日
- 瑪麗·卡斯爾，67歲，美國女演員，死於肺癌。[138]
- 查理·考恩，59歲，美國橄欖球運動員。[139]
- 馬里奧·德·卡斯特羅，92歲，巴西足球運動員。
- 哈羅德·德文，88歲，美國拳擊手。[140]
- V. Gopalakrishnan，印度演員。
- 哈爾·萊科，75歲，加拿大冰球運動員和教練。[141]

### 30日
- 蓋伊·安德森，91歲，美國畫家。[142]
- Curly Chalker，66歲，美國踏板鋼吉他手，死於腦瘤。[143]
- Lise Gervais，64歲，加拿大抽象畫家和雕塑家。[144]
- 埃德溫·湯普森·傑恩斯（Edwin Thompson Jaynes），75歲，美國物理學家和統計學家。[145]
- 尼扎爾·卡巴尼（Nizar Qabbani），75歲，敘利亞外交官、詩人和出版商，心臟病發作。[146]
- Jopie Selbach，79歲，荷蘭自由泳運動員和奧運選手。[147]